# Balc
Balc (in ungherese Bályok) è un comune della Romania di 3 571 abitanti, ubicato nel distretto di Bihor, nella regione storica della Transilvania.
Il comune è formato dall'unione di 5 villaggi: Almașu Mare, Almașu Mic, Balc, Ghida, Săldăbagiu de Barcău.
Tra i principali monumenti del comune si trovano la chiesa protestante riformata del 1791 ed il Castello Deghenfeld-Schonburg del 1896.